# David Schubert
David Schubert (* 1987 in Potsdam) ist ein deutscher Koch.

## Werdegang
Nach der Ausbildung bei  Paul Ivic (ein Michelinstern) ging er zum Restaurant Louis C. Jakob bei Thomas Martin in Hamburg (zwei Michelinsterne). Im Februar 2015 wurde er Souschef im Hotel Hohenhaus in Herleshausen.
2016 wurde er Küchenchef im Restaurant Kochzimmer in Beelitz. Im Dezember 2017 zog das Restaurant ins nahe Potsdam um, in die seit 1786 existierende Gaststätte zur Ratswaage. Seit 2019 wird Restaurant Kochzimmer unter Küchenchef David Schubert mit einem Michelinstern ausgezeichnet.
Seinen Kochstil nennt er Neue Preußische Küche.

## Auszeichnungen
- 2019: Ein Michelinstern für Restaurant Kochzimmer in Potsdam[5]